# Троща (Житомирская область)
Тро́ща (укр. Троща) — село на Украине, основано в 1585 году, находится в Чудновском районе Житомирской области.
Код КОАТУУ — 1825887801. Население по переписи 2001 года составляет 956 человек. Почтовый индекс — 13260. Телефонный код — 4139. Занимает площадь 4,547 км².

## Адрес местного совета
132600, Житомирская область, Чудновский р-н, с. Троща, ул. Чудновская, 64